# Jun Mitsuhashi
Jun Mitsuhashi (japanisch 三橋 淳 Mitsuhashi Jun, geboren am 19. April 1932 in Tokio; gestorben am 12. August 2024) war ein japanischer Entomologe, Virologe, Pflanzenpathologe und emeritierter Professor der Universität für Landwirtschaft und Technologie Tokio und der Landwirtschaftsuniversität Tokio.

## Leben
Mitsuhashi graduierte 1955 an der landwirtschaftlichen Fakultät der Universität Tokio zum Bachelor of Agriculture. Anschließend forschte er am National Institute of Agricultural Sciences zu Endokrinologie und Zellkulturen der Insekten. Von 1962 bis 1964 arbeitete er mit Karl Maramorosch am Boyce Thompson Institute in Yonkers, New York. Der Aufenthalt in den Vereinigten Staaten wurde von der japanischen Agency of Science and Technology und von der National Science Foundation gefördert. Während dieses Gastaufenthalts entwickelte er das Mitsuhashi-Maramorosch-Insektenmedium zur Kultur der Zellen von Grashüpfern, das bis heute als Nährmedium für Zellen von Stechmücken der Gattung Aedes und andere Vektoren von Krankheitserregern verwendet wird. In diesem Medium konnten auch pathogene Viren in den von ihnen befallenen Zellen kultiviert werden. 1965 promovierte Mitsuhashi an der Universität Tokio zum Doctor of Agriculture. 1968 und 1969 arbeitete er mit T. D. C. Grace in der Abteilung für Entomologie der Commonwealth Scientific and Industrial Research Organisation (CSIRO) in Canberra mit Zellkulturen von Insekten.
1984 wurde Mitsuhashi die Leitung des Labors für Insektenpathologie des Forestry and Forest Product Research Institute in Tsukuba übertragen. 1988 wurde er Professor für angewandte Entomologie der Universität für Landwirtschaft und Technologie Tokio. 1996 wechselte er an die private Landwirtschaftsuniversität Tokio, wo er 2012 emeritiert wurde. Mitsuhashi starb im August 2024.

## Veröffentlichungen (chronologische Auswahl)
- Karl Maramorosch, Jun Mitsuhashi (Hrsg.): Invertebrate Cell Culture Applications. Academic Press, New York 1982, ISBN 978-1-299-36382-3.
- Jun Mitsuhashi (Hrsg.): Invertebrate Cell System Applications. 2 Volumes. CRC Press, Boca Raton 1989, ISBN 0-8493-4373-9.
- Jun Mitsuhashi: Invertebrate Tissue Culture Methods. Springer Japan, Tokyo, Berlin, Heidelberg, New York 2002, ISBN 978-4-431-70313-6.
- Jun Mitsuhashi: Edible Insects of the World. CRC Press, Boca Raton 2017, ISBN 978-1-4987-5657-0.